# Beyond Fear (band)

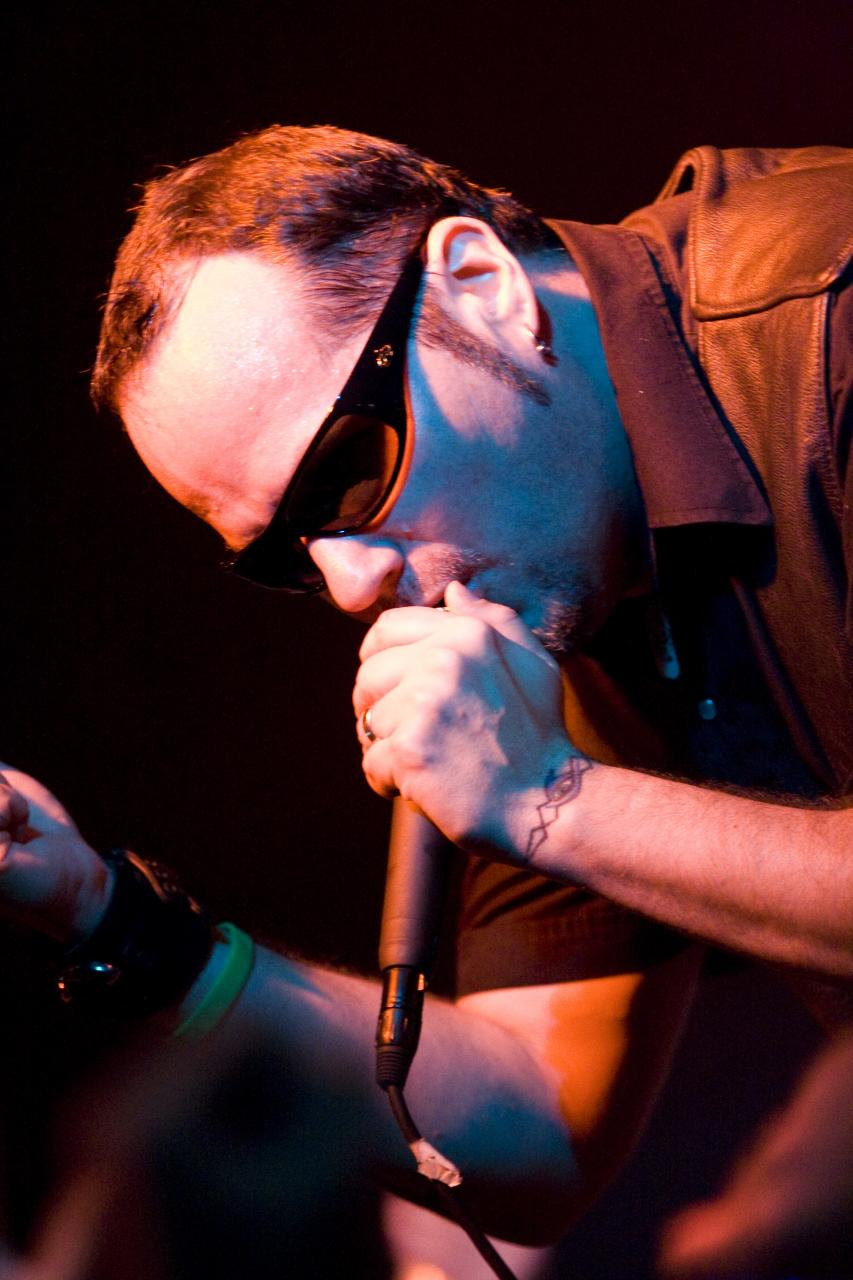
Ripper Owens

Beyond Fear is een Amerikaanse heavymetalband opgericht in maart 2005 door Tim "Ripper" Owens als een zijproject apart van zijn werk met Iced Earth. Na een maand hadden ze een demo opgenomen en het debuutalbum is een jaar later uitgebracht. Later in hetzelfde jaar dat ze hun debuutalbum uitbrachten verliet gitarist Dwayne Bihary de band.

## Bandleden
- Tim "Ripper" Owens - zang
- John Comprix - gitaar
- Dennis Hayes - bas
- Eric Elkins - drum

### Ex-bandleden
- Dwayne Bihary - gitaar

## Discografie
- Beyond Fear (2006)